# Confine tra Ghana e Togo
Il confine tra il Ghana e il Togo è ha una lunghezza di 1098 km e va dal triplice confine con il Burkina Faso a nord fino all'Oceano Atlantico a sud.

## Descrizione
Il confine inizia a nord al triplice confine con il Burkina Faso; poi vira verso est, quasi nuovamente toccando il confine del Burkina Faso e creando così un pezzo di territorio togolese quasi tagliato solo da 0,14 km dal corpo principale del paese. Il confine ripiega quindi verso sud, procedendo via terra prima di raggiungere il fiume Volta Bianco seguendolo per un tratto, prima di virare verso sud-est, utilizzando linee terrestri e alcuni piccoli fiumi, raggiungendo infine il fiume Oti. Il confine segue poi l'Oti verso sud, poi vira verso est lungo uno dei suoi rami, prima di girare a sud via terra fino al fiume Mo. Dopo un breve tratto sul Mo il confine prosegue poi verso sud, utilizzando vari segmenti terrestri e alcuni piccoli fiumi, prima di terminare sulla costa atlantica appena ad ovest della capitale del Togo, Lomé.

## Storia
Gli europei iniziarono a esplorare la costa del Ghana (allora chiamata Costa d'Oro) dal XV secolo che divenne il centro di varie reti commerciali, in particolare di oro e schiavi; Germania, Svezia, Danimarca, Portogallo e Paesi Bassi possedevano qui tutte sedi commerciali. Anche la Gran Bretagna si interessò alla regione e durante il XIX secolo divenne la potenza regionale predominante, rilevando tutte le postazioni commerciali rivali e dichiarando la colonia della Costa d'Oro nel 1867. Gli inglesi estesero gradualmente il loro dominio nell'entroterra contro la resistenza spesso determinata da regni nativi come gli Ashanti; la regione settentrionale dell'attuale Ghana fu annessa alla colonia della Gold Coast nel 1901. Il 1880 vide un'intensa competizione per il territorio in Africa da parte delle potenze europee attraverso un processo noto come "Spartizione dell'Africa". La Germania iniziò a interessarsi all'acquisizione di colonie, firmando trattati con i capi lungo la costa del moderno Togo nel luglio 1884. La colonia tedesca del Togoland fu poi gradualmente estesa verso l'interno.
Un confine iniziale nella sezione più meridionale a ovest di Lomé fu concordato da Gran Bretagna e Germania il 14 luglio 1886. L'anno successivo fu esteso più a nord fino alla confluenza Volta-Daka. Questa sezione del confine fu poi delimitata in modo più dettagliato tramite un accordo anglo-tedesco del 1º luglio 1890. Il confine fu esteso ulteriormente verso nord tramite un accordo congiunto il 14 novembre 1899. L'intero confine fu poi delimitato alla fine del 1901 e poi demarcato sul terreno nel 1901-02; questo confine finale fu approvato il 25 giugno 1904.
Nella prima guerra mondiale il Togoland tedesco fu conquistato dagli Alleati e poi diviso in mandati britannico e francese secondo le linee di mandato concordate il 10 luglio 1919. Il nuovo confine tra i mandati (cioè il moderno confine Ghana-Togo) fu poi confermato tra Gran Bretagna e Francia il 21 ottobre 1929 in seguito ai lavori di demarcazione condotti nel 1927-29.
Tramite referendum, il Togoland britannico venne incorporato nella colonia della Costa d'Oro nel 1956, che ottenne l'indipendenza come Ghana l'anno successivo. Anche la Francia avviò in questo periodo un processo di decolonizzazione arrivando la concessione di un'ampia autonomia interna a ciascuna colonia africana nel 1958 nell'ambito della Comunità francese. Il Togoland francese dichiarò la completa indipendenza il 27 aprile 1960, dopodiché il confine con il Ghana divenne tra due stati sovrani. I due stati negli anni '70 intrapresero nuovamente alcuni lavori di demarcazione del confine.

## Insediamenti vicino al confine

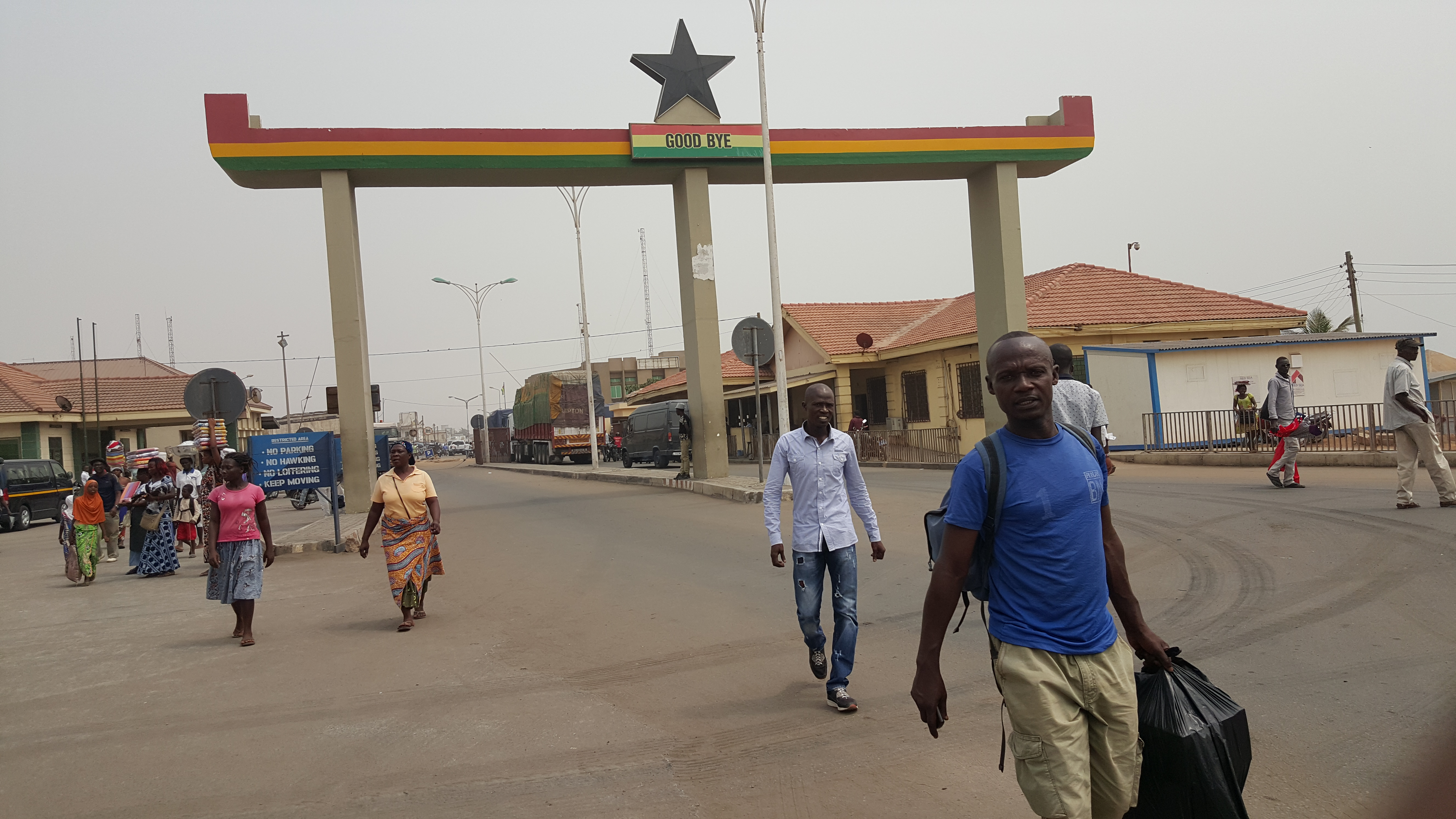
Il valico di frontiera ad Aflao

### Ghana
- Wurinyanga
- Nakpanduri
- Bunkpurugu
- Wawjawga
- Kilingg
- Nkanta
- Breniasi
- Agbome
- Denu
- Aflao

### Togo
- Tami
- Bantierk
- Kpankpande
- Passao
- Biakopabe
- Bidjabe
- Dimouri
- Kakpa
- Bloma
- Kpalimé
- Kpadafe
- Agoueve
- Lomé

## Luoghi di frontiera
L'attraversamento principale del confine si trova ad Aflao-Lomé; altre luoghi includono Ho-Kpalimé e Leklebi-Kame